# 유오 (고광후)
유오(劉吳, ? ~ ?)는 전한 말기의 제후로, 성양강왕의 현손이다.

## 행적
아버지 유복의 뒤를 이어 고광후(高廣侯)에 봉해졌으나, 전한이 멸망하여 작위가 박탈되었다.

## 출전
- 반고, 《한서》 권15하 왕자후표 下

| 선대 아버지 고광질후 유복 | 전한의 고광후 ? ~ 8년 | 후대 (전한 멸망) |